# Ni Virginis
Ni Virginis (ν Vir) – gwiazda w gwiazdozbiorze Panny. Jest oddalona o około 294 lata świetlne od Słońca.

## Charakterystyka
Gwiazda ta jest czerwonym olbrzymem reprezentującym typ widmowy M, o obserwowanej wielkości gwiazdowej równej +4,04m. Jest to Gwiazda zmienna długookresowa; jej wielkość gwiazdowa zmienia się w granicach 0,08m. Wyznaczona masa tej gwiazdy to 1,6 M☉. Bezpośredni pomiar średnicy kątowej wskazuje, że Ni Virginis ma promień równy około 58 promieni Słońca; to odpowiada jasności około 600 razy większej niż jasność Słońca.